# Goniobela astatopis
Goniobela astatopis är en fjärilsart som beskrevs av Turner 1933. Goniobela astatopis ingår i släktet Goniobela och familjen plattmalar. Inga underarter finns listade i Catalogue of Life.